# Franz Ansprenger

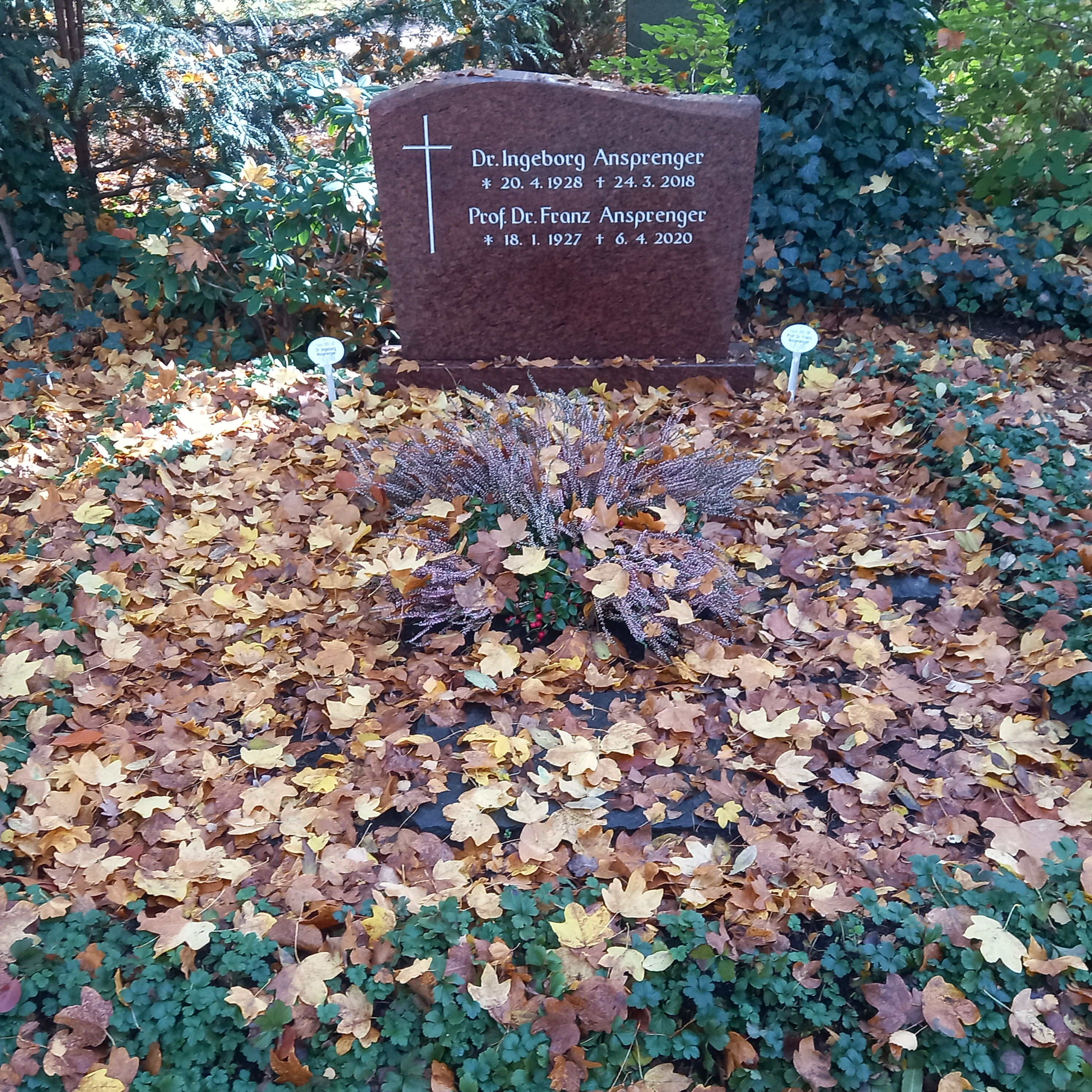
Das Grab von Franz Ansprenger und seiner Ehefrau Ingeborg auf dem Waldfriedhof Zehlendorf in Berlin

Franz Ansprenger (geboren am 18. Januar 1927 in Berlin; gestorben am 6. April 2020 ebenda) war ein deutscher Politikwissenschaftler, Historiker und Afrikawissenschaftler. Er war Professor für Internationale Politik an der Freien Universität Berlin.
Ansprenger war Sohn eines Mediziners und einer jüdischen Mutter. Nach einem Studium der Geschichte und des Journalismus promovierte Ansprenger 1952 an der Freien Universität Berlin mit Untersuchungen zum adoptianischen Streit im 8. Jahrhundert. Der französische Missionsarzt und christdemokratische Politiker Louis-Paul Aujoulat weckte sein Interesse für Afrika. Kurz nach dem Afrikanischen Jahr 1960, in dem zahlreiche afrikanische Staaten die Unabhängigkeit erlangten, veröffentlichte er im Auftrag der Deutschen Afrika-Gesellschaft die 500-seitige Studie Politik im Schwarzen Afrika. Die modernen politischen Bewegungen im Afrika französischer Prägung. Mit dieser habilitierte er sich 1964 für das Fach Neuere Geschichte mit besonderer Berücksichtigung Afrikas. 
Gastdozenturen führten ihn nach Los Angeles (1964) und Daressalam (1967/68). 1966 wurde er an der Freien Universität zum außerplanmäßigen Professor ernannt, er leitete von 1968 bis 1992 die Arbeitsstelle Politik Afrikas. Von 1976 bis 1992 hatte er eine ordentliche Professur für Internationale Politik am Otto-Suhr-Institut der Freie Universität Berlin inne. Ansprenger gilt als Nestor der politikwissenschaftlichen Afrikaforschung in Deutschland. Zu seinen akademischen Schülern zählen Rainer Tetzlaff und Kum’a Ndumbe. Seine Politische Geschichte Afrikas im 20. Jahrhundert (Erstauflage 1992) wurde ein Standardwerk. Ansprenger legte 2002 eine knappe Darstellung zur Geschichte Afrikas vor.
Ansprenger war Mitglied der CDU. Er starb im Alter von 93 Jahren in Berlin. Zu seinen Ehren veranstaltete die Deutsche Afrika Stiftung ein Symposium im September 2021, bei der der ehemalige Bundespräsident Horst Köhler die Hauptrede hielt.

## Schriften (Auswahl)
- Politik Im Schwarzen Afrika. VS Verlag, Wiesbaden 1961 (Forschungsauftrag der Deutsche Afrika-Gesellschaft – erteilt im Jahr 1960 (Afrikanisches Jahr))[6], ISBN 978-3-322-97922-3.
- Auflösung der Kolonialreiche. 4. erweiterte Auflage, dtv, München 1981 [1966], ISBN 978-3-423-04013-6.
  - Englische Übersetzung: The Dissolution of the Colonial Empires: Volume 1. Routledge, London 2018, ISBN 978-1-138-49541-8.
- Die SWAPO. Profil einer afrikanischen Befreiungsbewegung Kaiser, München 1984, ISBN 978-3-7867-1143-8.
- Südafrika. BI Taschenbuchverlag, Mannheim u. a. 1994, ISBN 978-3-411-10431-4.
- Politische Geschichte Afrikas im 20. Jahrhundert. 3. Auflage, Beck, München 1999 [1992], ISBN 978-3-406-44468-5.
- Wie unsere Zukunft entstand: Von der Erfindung des Staates zur internationalen Politik – ein kritischer Leitfaden. Wochenschau Verlag, Schwalbach 2000, ISBN 978-3-87920-055-9.
- Geschichte Afrikas. 5. Auflage, C. H. Beck Taschenbuch, 2021 [2002], ISBN 978-3-406-73451-9)